# Emmanuelle Devos

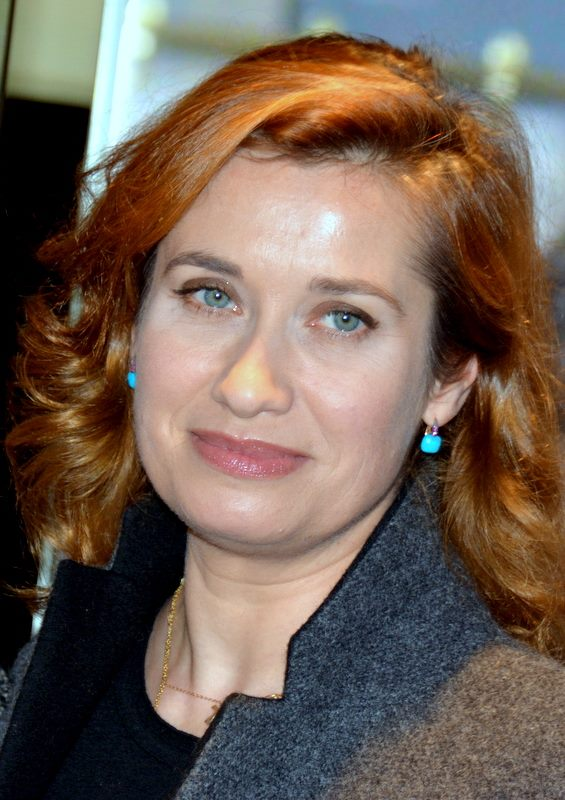
Emmanuelle Devos 2013

Emmanuelle Devos ([emanɥɛl dəˈvos]) (* 10. Mai 1964 in Puteaux, Hauts-de-Seine; eigentlich Emmanuelle Jeanne Devos-Loscul) ist eine französische Schauspielerin. Seit Mitte der 1980er Jahre hat sie an über 60 Film- und Fernsehproduktionen mitgewirkt. Für ihre Hauptrolle in dem Thriller Lippenbekenntnisse (2001) und ihre Nebenrolle in dem Drama Der Retter (2009) gewann sie jeweils den französischen Filmpreis César.

## Leben

### Ausbildung und erste Filmrollen
Emmanuelle Devos wurde 1964 als Emmanuelle Jeanne Devos-Loscul in der Pariser Vorstadt Puteaux geboren, unweit des bekannten Stadtviertels La Défense. Bereits in ihrer Kindheit zeichnete sich das scheue Mädchen, Tochter zweier Schauspieler, durch viel Phantasie aus, indem sie sich imaginäre Freunde zum Spielen erfand. Nach der 11. Klasse (Classe de Première) verließ Devos das Gymnasium, um sich gänzlich dem Theater widmen zu können. Ihre Ausbildung absolvierte sie an der renommierten Pariser Schauspielschule Cours Florent unter Francis Huster, der ihr 1986 einen kleinen Part in seinem Film On a volé Charlie Spencer! verschaffte. Nach einer Nebenrolle in Marc Cadeux’ 35-minütigem Kurzfilm La pension (1987) erschien sie in den Erstlingswerken der jungen Regisseure Noémie Lvovsky und Arnaud Desplechin, beides Absolventen der 1984 gegründeten Pariser Filmhochschule La fémis. Unter Lvovsky war sie 1989 in dem preisgekrönten 17-minütigen Kurzfilm Dis-moi oui, dis-moi non an der Seite von Valeria Bruni-Tedeschi und Emmanuel Salinger zu sehen. Ein Jahr später arbeitete Devos erneut mit der Regisseurin an ihrem 11-minütigen Kurzfilm Embrasse-moi zusammen. Unter Arnaud Desplechin agierte sie neben Marianne Denicourt, Laurence Côte und Emmanuel Salinger in dem 54-minütigen Drama Das Leben der Toten (1991), der u. a. mit dem Jean-Vigo-Preis ausgezeichnet wurde. Ein Jahr später gab ihr Desplechin eine größere Rolle in seinem Spielfilmdebüt Die Wache, in dem ein angehender französischer Gerichtsmediziner (gespielt von Emmanuel Salinger) in seinem Gepäck einen menschlichen Kopf findet. Der Thriller war 1992 im Wettbewerb um die Goldene Palme der Filmfestspiele von Cannes vertreten.
In den folgenden Jahren agierte Emmanuelle Devos in Kino- als auch Fernsehproduktionen in den unterschiedlichsten Genres, war aber stets auf Nebenrollen abonniert. 1994 war sie in Éric Rochants Thriller Staatsauftrag: Mord zu sehen, in dem der 18-jährige Franzose Ariel (gespielt von Yvan Attal) in seiner neuen Heimat Israel heimlich für den Geheimdienst Mossad engagiert wird. Im selben Jahr erfolgte eine erneute Zusammenarbeit mit Noémie Lvovsky an dem Drama Vergiß mich in dem sie die an einer Borderline-Persönlichkeitsstörung leidende Christelle darstellt, doch erst Arnaud Desplechin verhalf Devos zum ersten Erfolg als Schauspielerin in Ich und meine Liebe (1996). In seiner Tragikomödie erzählt Desplechin von dem orientierungslosen und zurückhaltenden 29-jährigen Studenten Paul (gespielt von Mathieu Amalric), der sich aus der langjährigen Beziehung zu seiner Freundin Esther heraussehnt und eine Affäre mit der Freundin eines Bekannten beginnt. Für den Part der Esther erhielt Emmanuelle Devos Lob seitens der Kritiker und wurde im Alter von 32 Jahren als beste Nachwuchsdarstellerin für den wichtigsten französischen Filmpreis, den César, nominiert. Die Schauspielerin musste sich zwar, wie ihre Filmkollegin Jeanne Balibar, Laurence Côte geschlagen geben, die für André Téchinés Krimidrama Diebe der Nacht ausgezeichnet wurde, doch gelang es Devos in den kommenden Jahren, mit Filmen wie Olivier Dorans Komödie Le déménagement (1997) oder Cédric Klapischs Science-Fiction-Film Peut-être (1999) ihren Bekanntheitsgrad in Frankreich zu steigern.

### Erfolg mit „Lippenbekenntnisse“

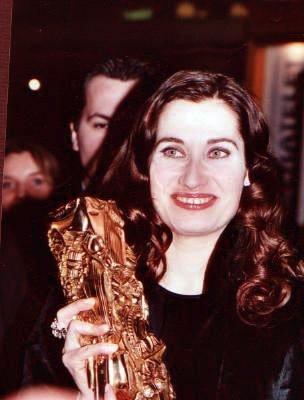
Devos mit ihrem gewonnenen César für Lippenbekenntnisse

Nach der Hauptrolle der verführerischen Justine in Tonie Marshalls Fernsehkomödie Tontaine et Tonton und der vierten Zusammenarbeit mit Arnaud Desplechin an seinem Historiendrama Esther Kahn im Jahr 2000 verpflichtete sie Jacques Audiard für seinen Film Lippenbekenntnisse. In dem Thriller, der auf einem Original-Drehbuch von Audiard und Tonino Benacquista basiert, spielt Devos die hörgeschädigte Sekretärin Carla, die sich auf eine Liaison mit dem frisch aus dem Gefängnis entlassenen Dieb Paul (gespielt von Vincent Cassel) einlässt. Mit ihrer Gabe, von den Lippen lesen zu können, gelingt es Carla gemeinsam mit Paul, sich an der Gesellschaft zu rächen und eine Gruppe von Kriminellen um ihr Geld zu betrügen. Audiards drittem Spielfilm war Erfolg bei Kritikern und Publikum beschieden, was nicht zuletzt auf die darstellerischen Leistungen von Devos und Cassel zurückgeführt wurde. Das Werk wurde 2002 insgesamt neun Mal für den César nominiert, darunter in den Kategorien Bester Film, Beste Regie und Bestes Drehbuch. Zwar unterlag Lippenbekenntnisse in den wichtigsten Kategorien Jean-Pierre Jeunets weltweit gefeierter Komödie Die fabelhafte Welt der Amélie, doch gewann das Werk drei Césars, darunter Emmanuelle Devos, die sich überraschend gegen die favorisierte Audrey Tautou (Die fabelhafte Welt der Amélie) als beste Hauptdarstellerin durchsetzen konnte. Im selben Jahr wurde Devos für den Europäischen Filmpreis nominiert und erhielt in den USA den Darstellerpreis auf dem Internationalen Filmfestival von Newport.
Erfolg war Emmanuelle Devos auch nach der Zusammenarbeit mit Jacques Audiard beschieden und im Jahr darauf agierte sie neben Daniel Auteuil und Géraldine Pailhas in Nicole Garcias L’adversaire. Der düstere Thriller basiert auf der Romanvorlage Amok von Emmanuel Carrère und berichtet von einer wahren Begebenheit, die sich 1993 in einem kleinen französischen Dorf an der Schweizer Grenze zutrug. Der Familienvater Jean-Marc Faure (gespielt von Auteil) tötet seine Ehefrau, Kinder und Eltern, nachdem er siebzehn Jahre lang zu Unrecht die erfolgreiche Karriere eines Arztes aufrechterhalten hatte. Für die Rolle der heimlichen Geliebten, die ebenfalls ins Fadenkreuz des Mörders gerät, erhielt Devos 2003 eine Nominierung für den César als beste Nebendarstellerin. 2003 war sie erneut an der Seite von Daniel Auteuil in Pascal Bonitzers Kriminalfilm Kleine Wunden zu sehen, der im Wettbewerb der Berlinale vertreten war. 2004 folgte die fünfte Zusammenarbeit mit Arnaud Desplechin, der ihr die weibliche Hauptrolle neben Mathieu Amalric in dem Beziehungsdrama Das Leben ist seltsam anvertraute. Der Film erzählt parallel die Geschichten eines ehemaligen Liebespaares. Während die zweifach geschiedene Kunstgaleristin und Mutter eines 11-jährigen Sohnes, Nora, sich in den Vorbereitungen für ihre dritte Hochzeit befindet, landet ihr Ex-Geliebter, der Violinist Ismaël, in einer Nervenheilanstalt. Desplechins Film, in weiteren Rollen mit Catherine Deneuve und Maurice Garrel besetzt, stand in der Gunst von Kritikern und Publikum, erhielt 2005 den Louis-Delluc-Preis und sieben Nominierungen für den César. Während sich Devos der Belgierin Yolande Moreau als beste Hauptdarstellerin geschlagen geben musste, erhielt Filmpartner Mathieu Amalric den César als bester Hauptdarsteller.
Im Jahr 2004 erhielt Emmanuelle Devos, die drei Jahre zuvor die Ambitionen Lionel Jospins auf das französische Präsidentenamt unterstützt hatte, die Hauptrolle in Frédéric Fonteynes Drama Gilles’ Frau. Für den Part der Ehefrau und Mutter Elisa, die einer Affäre zwischen ihrer jüngeren Schwester (gespielt von Laura Smet) und ihrem Ehemann (Clovis Cornillac) auf die Spur kommt, wurde Devos 2005 gemeinsam mit der US-Amerikanerin Laura Linney (P.S.) auf dem argentinischen Mar del Plata Film Festival preisgekrönt. Nach einer Nebenrolle in Jacques Audiards gefeiertem Thriller Der wilde Schlag meines Herzens folgten 2005 Hauptrollen in Emmanuel Carrères Mystery-Drama La moustache mit Vincent Lindon und Sophie Fillières’ Drama Gentille mit Lambert Wilson und Bruno Todeschini. Im selben Jahr stand Devos gemeinsam mit Hélène Vincent am Pariser Théâtre de l’Atelier in der Tragikomödie Créanciers auf der Bühne, das auf August Strindbergs Einakter Fordringsägare (dt.: Gläubiger) basiert. Die Rolle der Tekla brachte ihr 2006 eine Nominierung für den renommierten französischen Theaterpreis Molière ein. Im Jahr 2007 war Devos, die mittlerweile zu den führenden Schauspielerinnen des französischen Kinos zählt, neben Éric Caravaca und Jean-Pierre Darroussin in Jérôme Bonnells Komödie J’attends quelqu’un zu sehen. Danach folgte die sechste Zusammenarbeit mit Arnaud Desplechin an Ein Weihnachtsmärchen (2008), in dem erneut Mathieu Amalric ihr Filmpartner war. Drei Jahre später erhielt sie für ihre Nebenrolle als Bürgermeisterin einer unter Arbeits- und Perspektivlosigkeit leidenden Kleinstadtbevölkerung (Der Retter, 2009) einen weiteren César.
Im Jahr 2012 wurde sie in die Wettbewerbsjury der 65. Internationalen Filmfestspiele von Cannes berufen.

## Filmographie (Auswahl)
- 1986: On a volé Charlie Spencer!

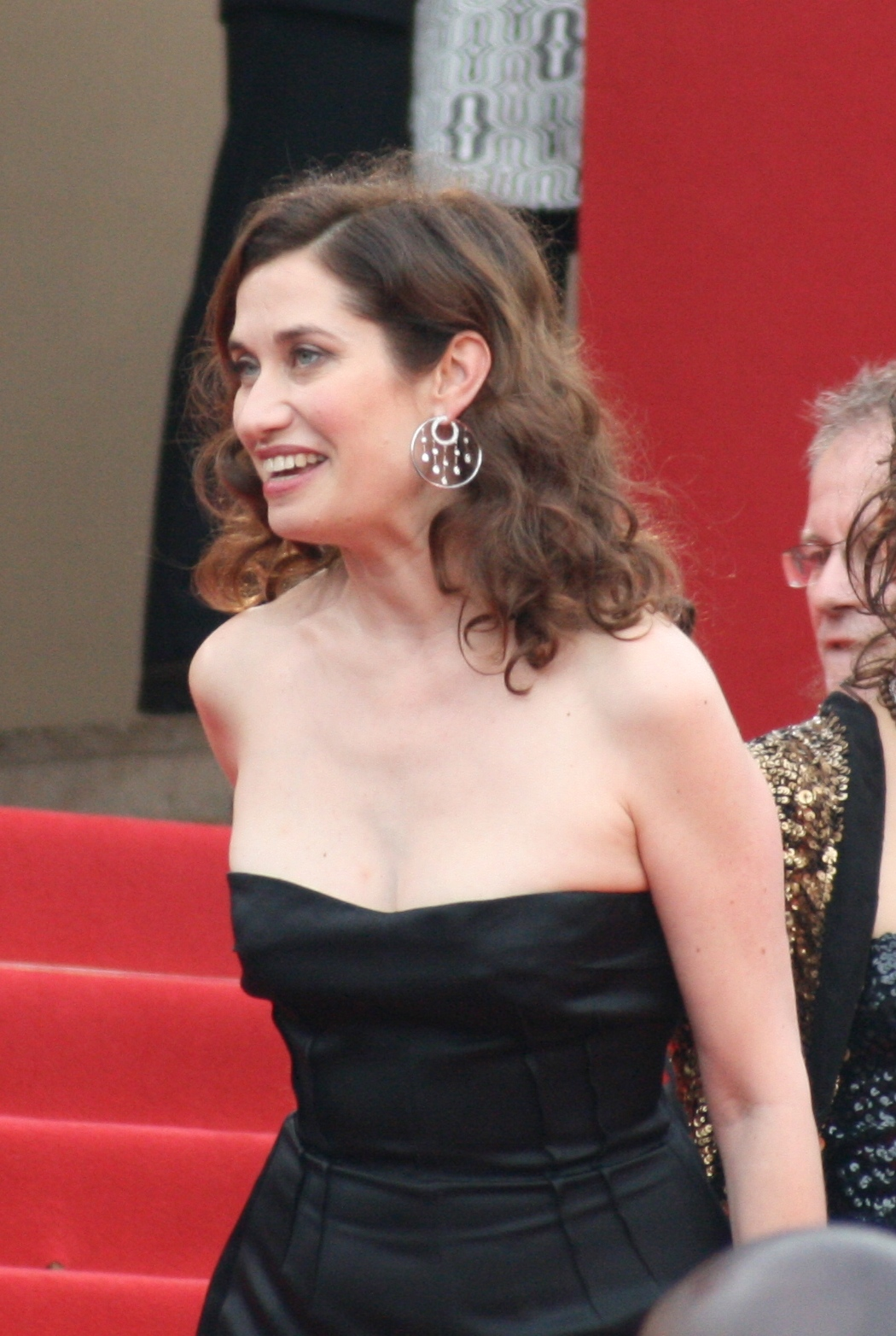
Emmanuelle Devos bei der Präsentation ihres Films À l'origine während der 62. Filmfestspiele von Cannes, 2009

- 1991: Das Leben der Toten (La vie des morts)
- 1992: Die Wache (La sentinelle)
- 1994: Staatsauftrag: Mord (Les patriotes)
- 1995: Vergiß mich (Oublie-moi)
- 1996: Ich und meine Liebe (Comment je me suis disputé … (ma vie sexuelle))
- 1996: Anna Oz
- 1997: Le déménagement
- 1997: Artemisia
- 1999: La vie ne me fait pas peur
- 1999: Peut-être
- 2000: Lauf, Jonas, lauf (Cours toujours)
- 2000: Esther Kahn
- 2000: Aïe
- 2001: Lippenbekenntnisse (Sur mes lèvres)
- 2002: Ein perfektes Leben (L’adversaire)
- 2002: Dem Paradies ganz nah (Au plus près du paradis)
- 2003: Kleine Wunden (Petites coupures)
- 2003: Eher geht ein Kamel durchs Nadelöhr… (Il est plus facile pour un chameau …)
- 2003: Der rote Tempelritter – Red Knight (Rencontre avec le dragon)
- 2004: Bienvenue en Suisse
- 2004: Das Leben ist seltsam (Rois et reine)
- 2004: Gilles’ Frau (La femme de Gilles)
- 2005: Der wilde Schlag meines Herzens (De battre mon cœur s'est arrêté)
- 2005: La moustache
- 2005: Netter geht’s nicht (Gentille)
- 2007: J’attends quelqu’un
- 2008: Ein Weihnachtsmärchen (Un conte de Noël)
- 2008: Unspoken
- 2009: Coco Chanel – Der Beginn einer Leidenschaft (Coco avant Chanel)
- 2009: Jungs bleiben Jungs (Les beaux gosses)
- 2009: Vorsicht Sehnsucht (Les herbes folles)
- 2009: Der Retter (À l’origine)
- 2009: Bancs publics (Versailles rive droite)
- 2009: Angelo, tyran de Padoue (TV)
- 2009: Komplizen (Complices)
- 2010: Quand l’amour s’emmêle (TV)
- 2011: La permission de minuit
- 2011: Pourquoi tu pleures?
- 2012: Der Sohn der Anderen (Le fils de l’autre)
- 2013: Violette
- 2013: Zeit für ein Abenteuer (Le temps de l´aventure)
- 2013: Kinder, Küche, Chaos (La vie domestique)
- 2014: On a failli être amies
- 2014: Jacky im Königreich der Frauen (Jacky au royaume des filles)
- 2016: Die Jägerin (Moka)
- 2016: Träum was Schönes – Fai Bei Sogni (Fai Bei Sogni)
- 2017: Numéro une
- 2018: Amin
- 2019: Mes jours de gloire
- 2019: Parfum des Lebens (Les parfums)
- 2021: Tromperie
- 2021: Schmetterlinge im Ohr (On est fait pour s’entendre)
- 2021: Nachsaison (Basse Saison)
- 2022: Mascarade
- 2023: BRI (Fernsehserie, 6 Folgen)
- 2023: Ein Schweigen (Un silence)
- 2023: L’homme d’argile
- 2023: Fast perfekte Weihnachten (Noël joyeux)
- 2024: Bolero

## Auszeichnungen

### César
- 1997: nominiert als beste Nachwuchsdarstellerin für Ich und meine Liebe
- 2002: Beste Hauptdarstellerin für Lippenbekenntnisse
- 2003: nominiert als beste Nebendarstellerin für L'adversaire
- 2005: nominiert als beste Hauptdarstellerin für Das Leben ist seltsam (Rois et reine)
- 2010: Beste Nebendarstellerin für Der Retter

### Europäischer Filmpreis
- 2002: nominiert als beste Darstellerin und für den Publikumspreis für Lippenbekenntnisse

### Molière
- 2006: nominiert als beste Hauptdarstellerin für Créanciers

### Weitere
Chlotrudis Awards
- 2003: nominiert als beste Hauptdarstellerin für Lippenbekenntnisse
- 2006: nominiert als beste Hauptdarstellerin für Das Leben ist seltsam (Rois et reine)

Étoile d’Or
- 2005: Beste Darstellerin für Das Leben ist seltsam (Rois et reine)

Mar del Plata Film Festival
- 2005: Beste Darstellerin für La femme de Gilles

Newport International Film Festival
- 2002: Beste Darstellerin für Lippenbekenntnisse

Prix Lumières
- 2005: beste Darstellerin für Das Leben ist seltsam (Rois et reine)